# Wild Youth
Wild Youth és un grup de música irlandès.

## Biografia
Wild Youth va ser fundat a Dublín el 2016 pels amics Conor O'Donohoe, Callum McAdam, Ed Porter i David Whelan. Els membres del grup escriuen les seves cançons. El primer senzill «All or Nothing» es va publicar el maig de 2017. Gràcies a l'èxit de les seves primeres cançons, el grup va fer una gira amb Lewis Capaldi i Westlife. El 2019, la banda va publicar un EP titulat «The Last Goodbye».
El 3 de febrer de 2023, Wild Youth va guanyar la preselecció irlandesa pel Festival de la Cançó d'Eurovisió 2023 amb la cançó «We Are One» i representarà Irlanda a Liverpool.